# Krista Sager
Krista Sager (Brême, 28 juillet 1953) est une femme politique allemande.